# Vyšné Bielovodské Žabie pleso
Vyšné Bielovodské Žabie pleso je ledovcové jezero, jedno ze dvou Bielovodských Žabích ples v Bielovodské Žabí dolině, která tvoří jednu z bočních větví Bielovodské doliny ve Vysokých Tatrách na Slovensku. Má rozlohu 9,4640 ha. Je 538 m dlouhé a 260 m široké. Dosahuje maximální hloubky 24,8 m. Objem činí 839 413 m³. Leží v nadmořské výšce 1699,1 m.

## Okolí
Na západě se nad jezerem zvedají stěny Žabího hrebeně, ve kterém je nejvyšší Nižný Žabí štít. Na jihu je údolí ukončeno skalními stěnami Žabího Mnícha a Velkého Žabího štítu. Na východě je výrazný vrchol Mlynár a o něco menší Malý Mlynár. Okolí plesa je kamenité.

## Vodní režim
Jezero nemá povrchový přítok a převážně pod povrchem z něj odtéká voda směrem k Nižnému Bielovodskému Žabímu plesu, z něhož pokračuje Žabím potokem do Biele vody. Rozměry jezera v průběhu času zachycuje tabulka:
| Rok     | Měření prováděl   | Rozloha ha | Délka m | Šířka m | Hloubka max.m | Objem m³ |
| ------- | ----------------- | ---------- | ------- | ------- | ------------- | -------- |
| 1930    | Józef Szaflarski  | 8,075      | 502     | 241     | 24,3          | [ 2 ]    |
| 1961–67 | pracovníci TANAPu | 9,560      | 538     | 260     | 24,3          | [ 2 ]    |
| 2005    | Gregor, Pacl      | 9,4640     | [ 2 ]   | [ 2 ]   | 24,8          | 839 413  |

## Přístup
Od Nižného Bielovodského Žabího plesa vede k plesu stezka z Bielovodské doliny od  modré turistické značky, pro veřejnost je však přístup zakázaný.